# Nubar Pascià
Bōghōṣ Nūbār Pascià (in arabo بوغوص نوبار باشا‎?, in armeno  Նուպար Փաշա?; Smirne, gennaio 1825 – Parigi, 14 gennaio 1899) è stato un politico egiziano cristiano di origine armena. Fu il 1º Primo ministro dell'Egitto.
Nūbār Pascià servì da Primo ministro tre volte nel corso della sua carriera politica. Il suo primo incarico si svolse tra l'agosto 1878 e il 23 febbraio 1879. Il suo secondo incarico fu assolto dal 10 gennaio 1884 al giugno 1888. Il suo terzo e ultimo incarico coprì il periodo 16 aprile 1894 e il 12 novembre 1895.

## Gioventù

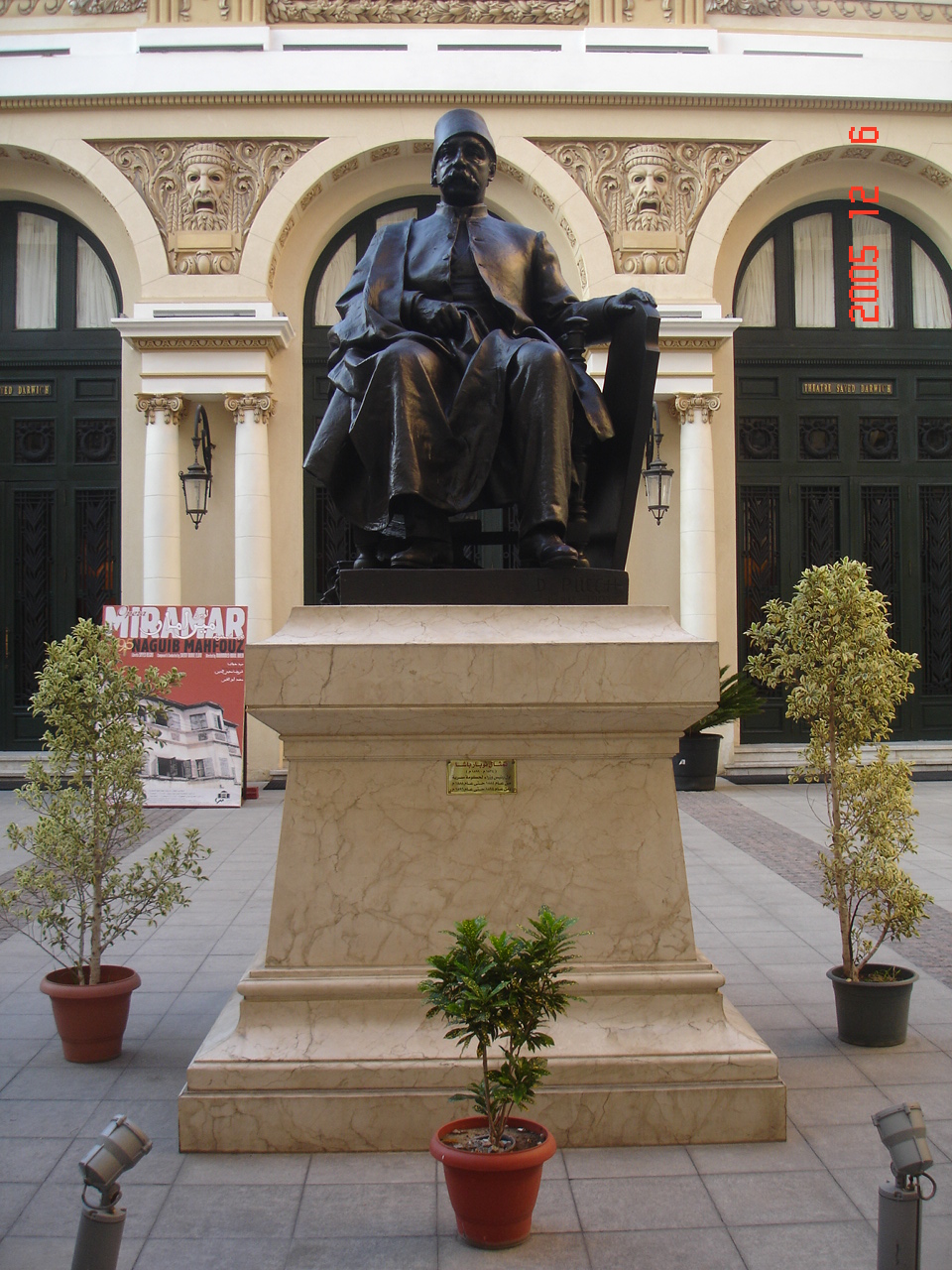
Una statua di Nūbār Pascià all'ingresso del Teatro dell'Opera di Alessandria.

Nūbār nacque come Nūbār Nubarian (in armeno Նուպար Նուպարեան?) a Smirne, allora parte dell'Impero ottomano, nel gennaio 1825, figlio di un mercante armeno di nome Mgrdich, che aveva sposato una parente di Bōghōs Bey Yusufian, un influente ministro armeno di Mehmet Ali. Bōghōs Bey aveva promesso di interessarsi al futuro del suo giovane parente acquisito e fu per il suo suggerimento che egli fu dapprima inviato a Vevey e poi a Tolosa, per essere istruito dai Gesuiti, dai quali egli imparò a usare in modo magistrale la lingua francese.
Prima del compimento del diciottesimo anno si spostò in Egitto e dopo circa 18 mesi in cui era stato Segretario di Bōghōs Bey, che era all'epoca ministro del Commercio e al contempo degli Esteri, divenne il Secondo Segretario di Mehmet Ali. Nel 1845 divenne Primo Segretario di Ibrāhīm Pascià, l'erede designato al trono, e lo accompagnò nella sua speciale missione in Europa.
ʿAbbās Pascià, che succedette a Ibrāhīm nel 1848, confermò Nūbār nella medesima funzione e lo inviò a Londra nel 1850 come suo rappresentante per contrastare le pretese del Sultano ottomano, che mirava a sfuggire alle clausole del Trattato col quale l'Egitto era stato consegnato all'amministrazione ereditaria della famiglia di Mehmet Ali. Nella capitale britannica riscosse un successo talmente corposo da essere nominato bey. Nel 1853 fu inviato a Vienna per una missione analoga e vi rimase fino alla morte del Chedivè ʿAbbās nel luglio del 1854.
Il nuovo viceré egiziano, Saʿīd, inizialmente lo dimise dalla sua funzione ma due anni dopo lo nominò suo Segretario capo, affidandogli più tardi l'incarico dell'importante servizio di trasporto per l'India. Qui il ruolo di Nūbār fu essenzialmente strumentale per il completamento delle comunicazioni ferroviarie tra Il Cairo e Suez, e mise in mostra un'accentuata abilità organizzatrice combinata con una rapidità di concretizzare le necessarie risorse. Dopo una sua seconda caduta in disgrazia causata dall'indole capricciosa di Saʿīd e le sue conseguenti dimissioni, fu ancora una volta spedito a Vienna, ritornandone come principale Segretario di Saʿīd: una posizione che egli mantenne fino alla morte del sovrano nel gennaio del 1863.

## La nascita del Canale di Suez

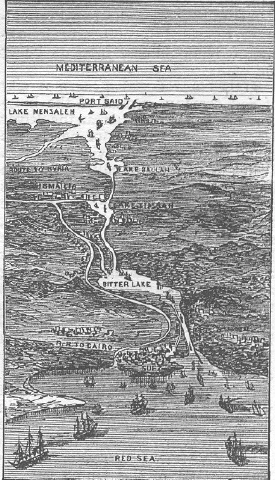
Il Canale in un'incisione del 1881

Alla salita al potere di Ismāʿīl Pascià, Nūbār Bey era il primo della fila. Si trovava di già in amichevoli rapporti con il nuovo sovrano ed aveva sempre preteso di avergli salvato la vita, anche se fu evidentemente un caso che i due avessero rifiutato di viaggiare con quel treno, il cui gravissimo incidente subìto avrebbe tolto la vita il 14 maggio 1858 al principe Ahmed, che altrimenti sarebbe succeduto a Saʿīd.

Ismāʿīl, di per sé uomo più capace dei suoi immediati predecessori, riconobbe le capacità di Nūbār e lo incaricò di svolgere una missione a Costantinopoli, non solo per notificare al Sultano ottomano la sua salita al trono, ma anche per spianargli la via per attuare i molti ambiziosi progetti che il viceré accarezzava, e in modo particolare il completamento della costruzione del Canale di Suez, il mutamento del titolo sovrano in quello di chedivè e il mutamento dell'ordine di successione al trono egiziano.

Per quanto riguarda il primo di tali progetti, egli conseguì pieno successo. Il Sultano, credendo come tutti che il Canale non fosse altro che un sogno irrealizzabile, dette il proprio consenso, che più tardi avrebbe rimpianto fortemente per le implicazioni economiche e politiche a suo danno che esso avrebbe prodotto. Il grato Ismāʿīl promosse Nūbār alla dignità di pascià e il Sultano stesso, convinto a visitare Il Cairo, confermò quel titolo, tanto raramente elargito a un cristiano. Metà del lavoro era tuttavia ancora da fare e Nūbār fu spedito a Parigi per realizzare il progetto e dirimere le controversie sul Canale tra Egitto e la Compagnia del Canale. In un momento di entusiasmo, egli affidò la soluzione di queste differenze all'arbitrato non perfettamente neutrale dell'Imperatore Napoleone III, cosa che costò all'Egitto 4 milioni di sterline. Al suo ritorno in patria fu fatto primo ministro egiziano dei Lavori Pubblici e si mise in luce per l'energia con cui egli dette vita al nuovo dicastero, ma nel 1866 egli fu nominato ministro degli Esteri e ancora una volta si recò per una missione speciale a Costantinopoli, dove riuscì a concretizzare gli altri due progetti che aveva fino ad allora dovuto accantonare.

## L'impegno per la nascita di un Egitto moderno: il Chedivato e il regime delle Capitolazioni

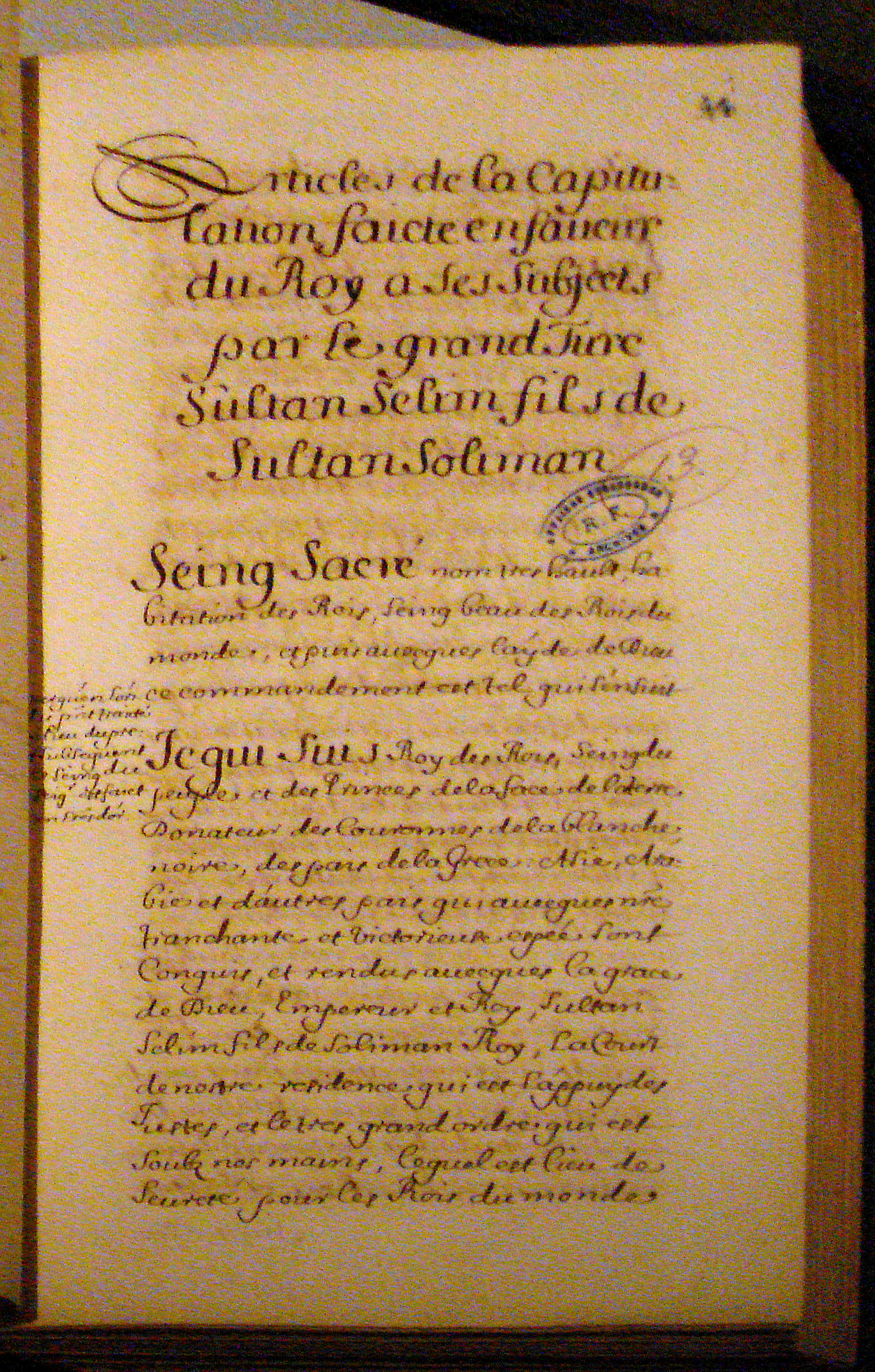
Il testo della capitolazione sottoscritta nel 1569 tra Carlo IX di Francia e il Sultano ottomano Selim II

Nel giugno del 1867 Ismāʿīl fu proclamato Chedivè d'Egitto, con successione prevista per il suo primogenito. Nūbār aveva di fronte a sé un compito più duro da assolvere. L'antiquato e iniquo sistema delle Capitolazioni, esistente nell'Impero ottomano fin dal XV secolo, aveva condotto in Egitto alla creazione di fatto di diciassette imperia in imperio: diciassette Consolati di diciassette diverse potenze straniere che amministravano giustizia per i loro sudditi presenti sul territorio egiziano in base a diciassette diversi Codici, in corti solo presso le quali era lecito tradurre i loro sudditi chiamati in giudizio. L'intento non semplice di Nūbār, cui impegnò tutto il suo prestigio, fu quello di convincere quei diciassette poteri a rinunciare alla loro giurisdizione nelle cause civili, per sostituire le Corti Miste Internazionali con tribunali che avrebbero usato un unico codice di riferimento, legittimato ad agire per tutti. Ciò cozzava con le egoistiche gelosie di tutte quelle potenze che pretendevano di mantenere la loro influenza e la loro voce in un territorio straniero, e con l'opposizione più o meno sorda della Sublime porta che, in caso di successo di Nūbār, lo avrebbe visto innalzato al rango dei maggiori statisti della sua epoca.

Nūbār non tentò di estendere al campo penale la piena e legittima giurisdizione egiziana, dal momento che i tempi non erano maturi per battere in breccia un colonialismo occidentale ancora rampante e che non aveva ancora alcuna intenzione di deporre le proprie ambizioni sopraffattorie.
La stravagante amministrazione di Ismāʿīl, della quale in qualche misura anche Nūbār fu forse in piccola parte responsabile, portò le finanze dell'Egitto alla bancarotta, e l'indifferenza del Chedivè verso le osservazioni delle Corti Miste Internazionali, portò il Regno Unito e la Francia (fortemente esposte finanziariamente nell'impresa del Canale), a interferire nella politica egiziana. Sottoposto a fortissime pressioni, Ismāʿīl, che aveva ignorato ogni messa in guardia delle Corti Internazionali, dette il proprio assenso affinché un Gabinetto misto fosse creato sotto la guida di Nūbār, con Charles Rivers Wilson ministro delle Finanze ed Ernest-Gabriel de Blignières ministro dei Lavori Pubblici. Nūbār, sentendosi sostenuto dal Regno Unito e dalla Francia, tentò di trasformare Ismāʿīl in un monarca costituzionale e Ismāʿīl, con astuzia degna di miglior causa, s'avvantaggiò del fermento di alcuni reggimenti dell'esercito per incitare le forze armate a insorgere contro il Gabinetto Nūbār. I governi di Gran Bretagna e Francia, anziché sostenere il Governo contro il Chedivè, furbescamente acconsentirono alle dimissioni di Nūbār; ma quando queste furono seguite di lì a poco da quelle di Rivers Wilson e di de Blignières capirono appieno finalmente quanto fosse critica la situazione ed ebbero successo nell'ottenere dal Sultano ottomano la deposizione di Ismāʿīl e la sua sostituzione col figlio Tawfīq come Chedivè (1879). Nūbār rimase fuori dalla politica fino al 1884.

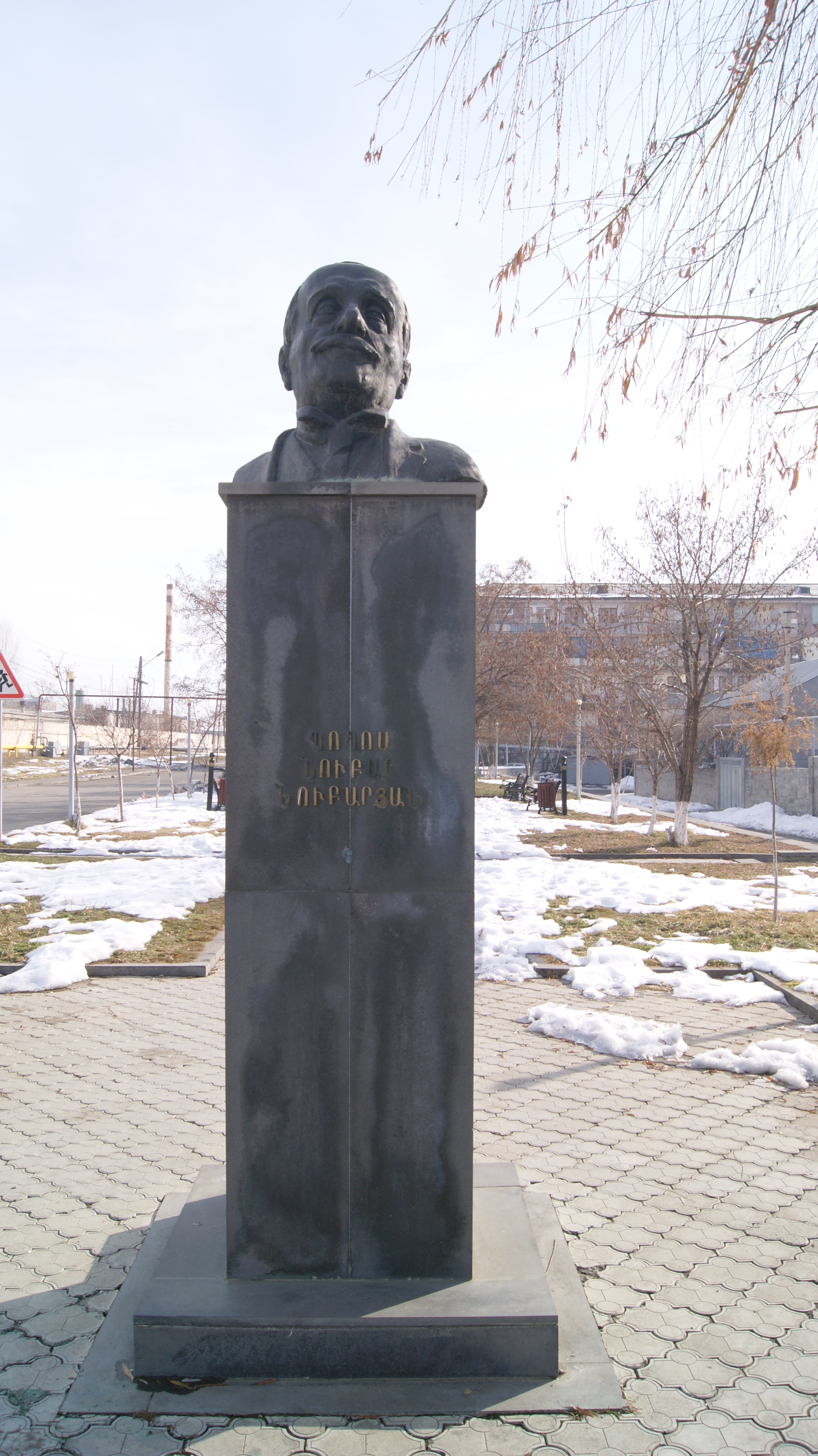
Busto di Nubar Pascià a Nubarashen (distretto di Yerevan).

Nel frattempo la Gran Bretagna, dall'ingerenza volle passare all'occupazione dell'Egitto. A nulla valsero gli sforzi dei patrioti egiziani che, al comando di ʿOrābī Pascià, impegnarono un impari combattimento contro i britannici, venendo sconfitti nella battaglia di Tell el-Kebīr. ʿOrābī Pascià fu esiliato a Ceylon e a Sir Evelyn Baring (più tardi Lord Cromer) succedette Sir Edward Baldwin Malet.
Il Governo di Sua Maestà britannica, seguendo il consiglio di Baring, insistette sull'evacuazione del Sudan e, avendo lasciato il suo posto Muhammad Sharif Pascià, il più compiacente Nūbār poté grazie alle mene di Londra diventare nuovamente Primo ministro e portare avanti una politica improntata al più amaro realismo, essendo del tutto convinto della realtà dei fatti: che cioè l'Egitto era ormai assoggettato al volere di Londra e costretto a piegarsi alla sua volontà. In quel periodo Nūbār usava dire: «Sono qui non per governare l'Egitto ma ad amministrare il governo britannico dell'Egitto. Sono semplicemente il grasso delle sue ruote ufficiali».
Andò anche bene a Nūbār il rimaner confinato in quel ruolo, ma è avvilente pensare allo spreco del suo talento e della sua energica intelligenza politica e al ritardo che l'Egitto cominciò a cumulare nei confronti della modernità.
Riyāḍ Pascià, che gli succedette, fu Primo ministro per otto mesi appena. Fino all'aprile del 1894, quando Nūbār tornò al potere, al solito con entrambe le mani legate. Nel 1890 Tawfīq morì, senza che mutasse il quadro politico così avvilente per l'Egitto e così proficuo per il Regno Unito.
Nel novembre del 1895 Nūbār completò il suo cinquantesimo anno di servizio pubblico e, accettando una congrua pensione, si ritirò dall'Amministrazione. Visse poco più di tre anni ancora, trascorrendo il suo tempo tra Il Cairo e Parigi, dove morì nel gennaio del 1899.
Nubarashen, un suburbio di Erevan, fu fondato col suo aiuto e ricevette il suo nome in segno di riconoscimento.